# NGC 691

NGC 691

NGC 691 في الفهرس العام الجديد، هي مجرة، تقع في كوكبة الحمل (كوكبة). اكتشفت في 13 نوفمبر 1786 بواسطة ويليام هيرشل.

## روابط خارجية
- NGC 691 على موقع ويكي سكاي: DSS2, SDSS, GALEX, IRAS, Hydrogen α, X-Ray, Astrophoto, Sky Map, Articles and images